# Nils Karlsson
Nils Emanuel Karlsson (* 25. Juni 1917 in Mora; † 16. Juni 2012 ebenda) war ein schwedischer Skilangläufer.

## Werdegang
Karlsson, der für den IFK Mora startete, wurde bei den Olympischen Winterspielen 1948 in St. Moritz Olympiasieger und Weltmeister über 50 km und Fünfter über 18 km. Im folgenden Jahr siegte er bei den Svenska Skidspelen in Sollefteå im 50-km-Lauf. Bei den Nordischen Skiweltmeisterschaften 1950 in Lake Placid holte er die Bronzemedaille über 50 km. Bei den Svenska Skidspelen 1950 in Östersund wurde er über 50 km. Im folgenden Jahr belegte er bei den Svenska Skidspelen in Sundsvall den dritten Platz über 18 km und den zweiten Rang über 50 km. Bei den Olympischen Winterspielen 1952 in Oslo errang er den sechsten Platz über 50 km und den fünften Platz über 18 km. Im März 1953 kam er bei den Lahti Ski Games auf den dritten Platz im 50-km-Lauf. Außerdem gewann er beim Holmenkollen Skifestival im Jahr 1947 im 18-km- und im 50-km-Lauf und im Jahr 1951 nochmals im 50-km-Lauf.
Karlsson wurde auch „Mora-Nisse“ genannt nach seiner Heimatstadt Mora, wo er aufgewachsen ist. Mora, die Stadt am Siljansee in Mittelschweden, ist auch Zielort des jährlichen weltberühmten Wasalaufes. Karlsson gewann den Wasalauf insgesamt neun Mal (1943, 1945 bis 1951 und 1953), davon sieben Mal in Folge und ist damit Rekordsieger. Bei schwedischen Meisterschaften siegte er sechsmal über 15 km (1944, 1945, 1947, 1950, 1951, 1953), fünfmal über 30 km (1943, 1944, 1946, 1949, 1950) und sechsmal über 50 km (1943–1945, 1948, 1950, 1951). Mit der Staffel von IFK Mora wurde er zweimal schwedischer Meister (1945, 1950). 1944 wurde er für den ersten Dreifachsieg bei einer schwedischen Meisterschaft mit der Svenska-Dagbladet-Goldmedaille geehrt, 1952 als erster schwedischer Skilangläufer mit der Holmenkollen-Medaille. Nach Beendigung seiner aktiven Karriere war Nils Karlsson 17 Jahre in der Organisation des Wasalaufes als Bahnchef und Vorsitzender tätig.
Karlsson nahm in seiner Karriere an 256 Skirennen teil, von denen er nur zehn mit einem schlechteren Ergebnis als dem sechsten Platz beendete.
Ihm zu Ehren wurde zu seinem 65. Geburtstag der Mora-Nisse-Jubiläumsfonds eingerichtet. Der Fonds unterstützt schwedische Skijunioren im Alter von 17 bis 20 Jahren.

## Trivia
Seinen letzten Sieg beim Wasalauf 1953 in der neuen Rekordzeit von 5:01:55 h stellte er mit Holzskiern auf.